# Augustinern 25 (Quedlinburg)

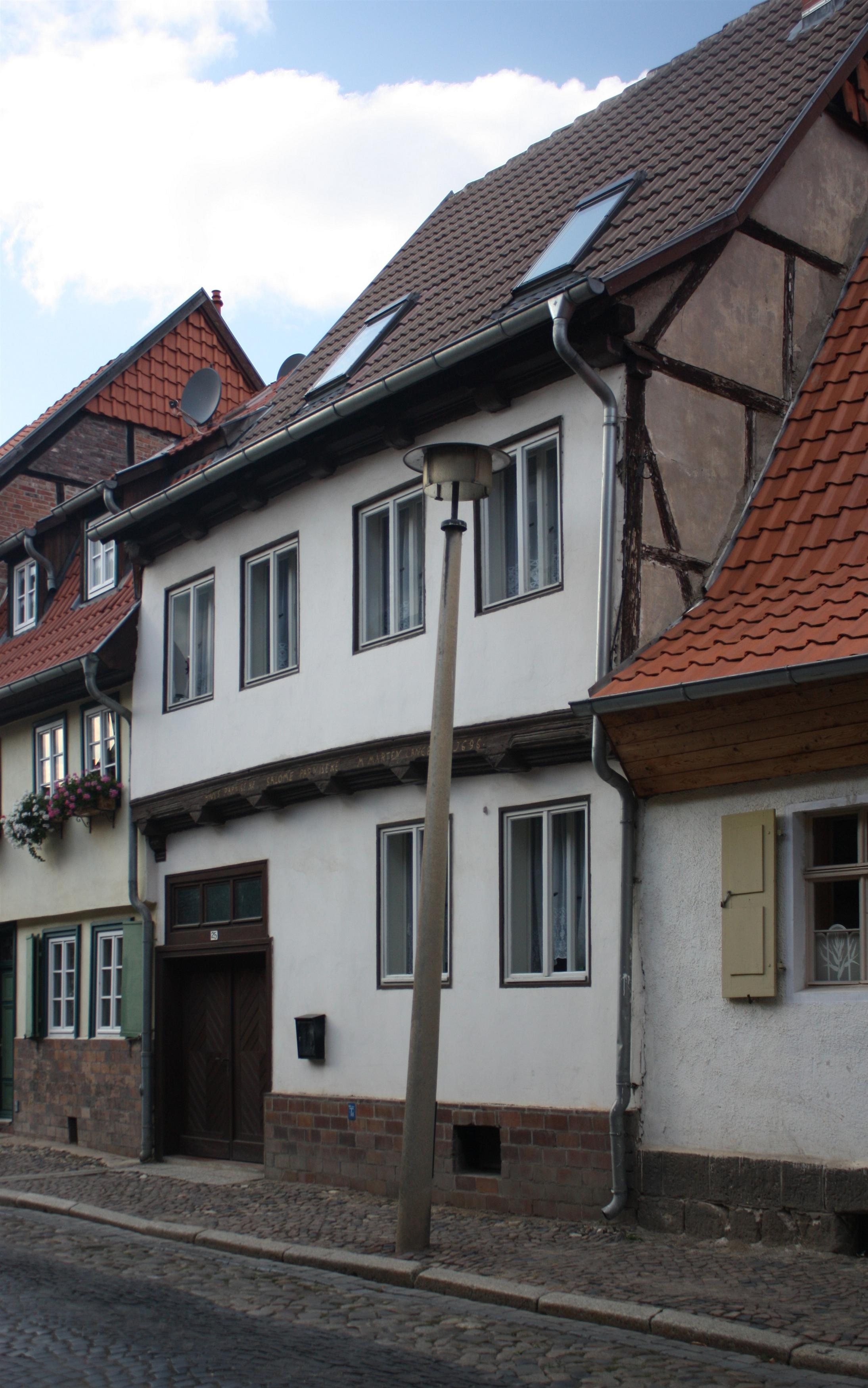
Haus Augustinern 25

Das Haus Augustinern 25 ist ein denkmalgeschütztes Gebäude in der Stadt Quedlinburg in Sachsen-Anhalt.

## Lage
Es befindet sich im nördlichen Teil der historischen Quedlinburger Neustadt und gehört zum UNESCO-Weltkulturerbe. Im Quedlinburger Denkmalverzeichnis ist es als Wohnhaus eingetragen.

## Architektur und Geschichte
Das zweigeschossige Fachwerkhaus wurde nach einer am Gebäude befindlichen Inschrift im Jahr 1696 vom Zimmermann Martin Lange für die Eheleute Hans und Salome Parniseke errichtet. Auf Lange verweist die Inschrift M. MARTEN LANGE ZM. Im 20. Jahrhundert wurde das Haus umgestaltet. Von der ursprünglichen Fassadengestaltung ist noch die Stockschwelle mit Schiffskehlen sowie Pyramidenbalkenköpfen erkennbar.